# Certhilauda chuana
A Certhilauda chuana a madarak osztályának verébalakúak (Passeriformes) rendjébe és a pacsirtafélék (Alaudidae) családjába (Alaudidae) családjába tartozó faj.

## Rendszerezése
A fajt Andrew Smith skót zoológus és ornitológus írta le 1836-ban, az Alauda nembe Alauda chuana néven.

## Előfordulása
Afrika déli részén, Botswana és a Dél-afrikai Köztársaság területén honos. Természetes élőhelyei a  szubtrópusi és trópusi száraz szavannák. Állandó, nem vonuló faj.

## Megjelenése
Testhossza 19 centiméter.

## Életmódja
Rovarokkal táplálkozik. 

## Szaporodása
Fűből készített fészkét, melyet kizárólag a tojó épít mintegy öt nap alatt, a földön helyezi el. Monogám, szeptembertől márciusig költ, két vagy több fészekaljat egymást követően. Egy fészekalja két-három tojásból áll. A tojó egyedül költ, a költési idő 14-16 nap. A fiókákat a szülők közösen etetik. A fészekből kirepülés 11-12 nap múlva következik be, de a fiatalok még a következő hetekben (akár 8 hétig) is a szülők táplálására szorulnak.

## Természetvédelmi helyzete
Az elterjedési területe nagyon nagy, egyedszáma ugyan csökken, de még nem éri el a kritikus szintet. A Természetvédelmi Világszövetség Vörös listáján nem fenyegetett fajként szerepel.

## Fordítás
- Ez a szócikk részben vagy egészben  a   Short-clawed lark című angol Wikipédia-szócikk fordításán alapul.  Az eredeti cikk szerkesztőit annak laptörténete sorolja fel. Ez a jelzés csupán a megfogalmazás eredetét és a szerzői jogokat jelzi, nem szolgál a cikkben szereplő információk forrásmegjelöléseként.